# Wilhelm Gąsiorowski

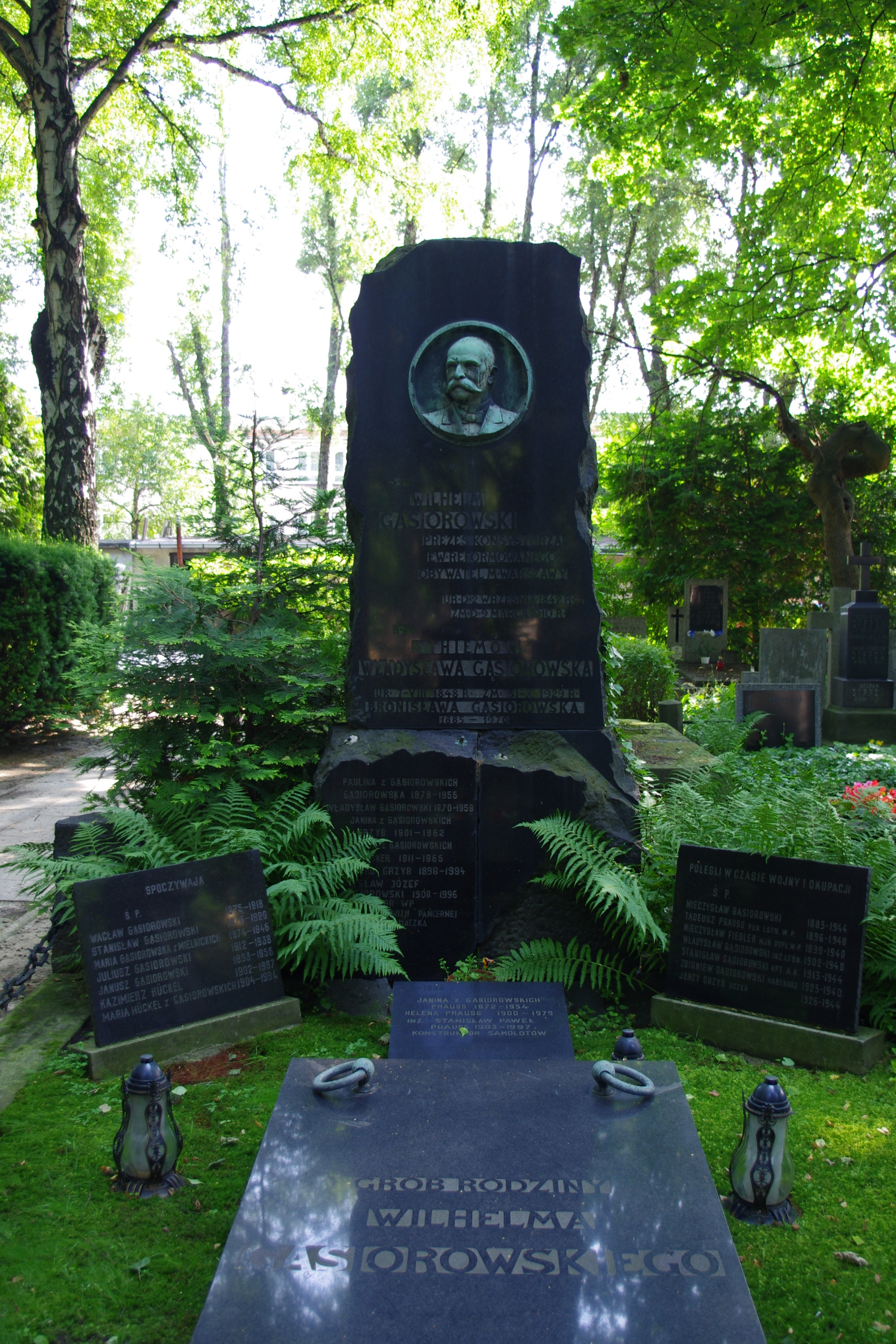
Grobowiec rodzinny Gąsiorowskich
i Praussów na cmentarzu ewangelicko-reformowanym w Warszawie, miejsce pochówku m.in. Wilhelma Gąsiorowskiego – prezesa Konsystorza Kościoła Ewangelicko-Reformowanego w RP oraz konstruktora lotniczego Stanisława Praussa, a także symbolicznego upamiętnienia ofiar zbrodni katyńskiej: ppłk Tadeusza Praussa, mjr Mieczysława Fiedlera i inż. leśnika Władysława Gąsiorowskiego

Wilhelm Gąsiorowski (ur. 2 września 1842, zm. 9 marca 1910) – polski działacz protestancki, prezes Konsystorza Kościoła Ewangelicko-Reformowanego w Królestwie Polskim, radca stanu, uczestnik powstania styczniowego.
Jest pochowany na cmentarzu reformowanym przy ul. Żytniej w Warszawie (kwatera P-1-1).